# Glomeroides comitans
Glomeroides comitans är en mångfotingart som beskrevs av Shear 1986. Glomeroides comitans ingår i släktet Glomeroides och familjen klotdubbelfotingar. Inga underarter finns listade i Catalogue of Life.